# سيرجى رولدجين
سيرجي بافلوفيتش رولدجين (بالروسية: Ролдугин, Сергей Павлович)‏ من مواليد 28 سبتمبر 1951، هو عازف التشيلو ورجل الأعمال الروسي. من 2002 إلى 2004 كان عميد المعهد ريمسكي كورساكوف في سان بطرسبرج . كان اسمه فنان الشعب في اللاتحاد الروسي في عام 2005 .

## السيرة الذاتية
بدأت سيرجي تعلم العزف على البيانو في سن الخامسة والتشيلو في سن الثامنة. في عام 1970، وتخرج من مدرسة الموسيقى إيميلز درذنس. تابع دراسته في المعهد الموسيقي ريمسكي كورساكوف في سانت بطرسبرغ، في حين لا يزال طالبا، انضم إلى أوركسترا سانت بطرسبرغ تحت إشراف يفغيني مرفنسكي.
في عام 1980، فاز في مهرجان ربيع براغ الدولي للموسيقى. من 1984-2003 كان هو العازف الرئيسي من تشكيل التشيلو في مسرح ماريانسكي.
صديق الطفولة ل فلاديمير بوتين، وهو عراب ابنته ماريا.

في عام 2005، يصبح سيرجي رولدجين أقل المساهمين في البنك (روسيا)، بعد أن اشترا 3.96٪ من أسهم 375 مليون روبل أو ما يقرب من 10.7 مليون اورو بسعر صرف اليوم .

في أبريل 2016، كجزء من قضية أوراق بنما، ثبت امتلاكه لسبع شركات في الخارج أنشئت في بنما، يتم تشغيل هذه الشركات من قبل بنك روسيا، الذي يعد المساهم الرئيسي فيه هو يوري كوفالتشوك، القرب من بوتين هو الآخر. الشركات الخارجية لسيرجي رولدجين أظهرة استثمارات بمبلغ مالي قٌدّر بملياري دولار .

ويبدو أنه من خلال وسائل الإعلام الدولية، سيرجى رولدجين، الذي يصف نفسه بأنه «ليس رجل أعمال،» لديه حصة 12.5٪ في أكبر وكالة اعلانات الروسية، التي تعود عليه بإيرادات فوق 1 مليار € في السنة، والتي أبقت سرا حتى الآن.
وفقا للتلفزيون الرسمي الروسي، كون رولدجين ثروته من خلال الرعاة الذين يرغبون في دعم الأنشطة الثقافية، من دون تسميهم . وقال فلاديمير بوتين أن سيرجي رولدجين ينفق معظم أمواله لتوفير الآلات الموسيقية للمؤسسات العامة.

## روابط خارجية
- سيرجى رولدجين على موقع IMDb (الإنجليزية)
- سيرجى رولدجين على موقع ميوزك برينز (الإنجليزية)
- سيرجى رولدجين على موقع ديسكوغز (الإنجليزية)